# Josef Newgarden

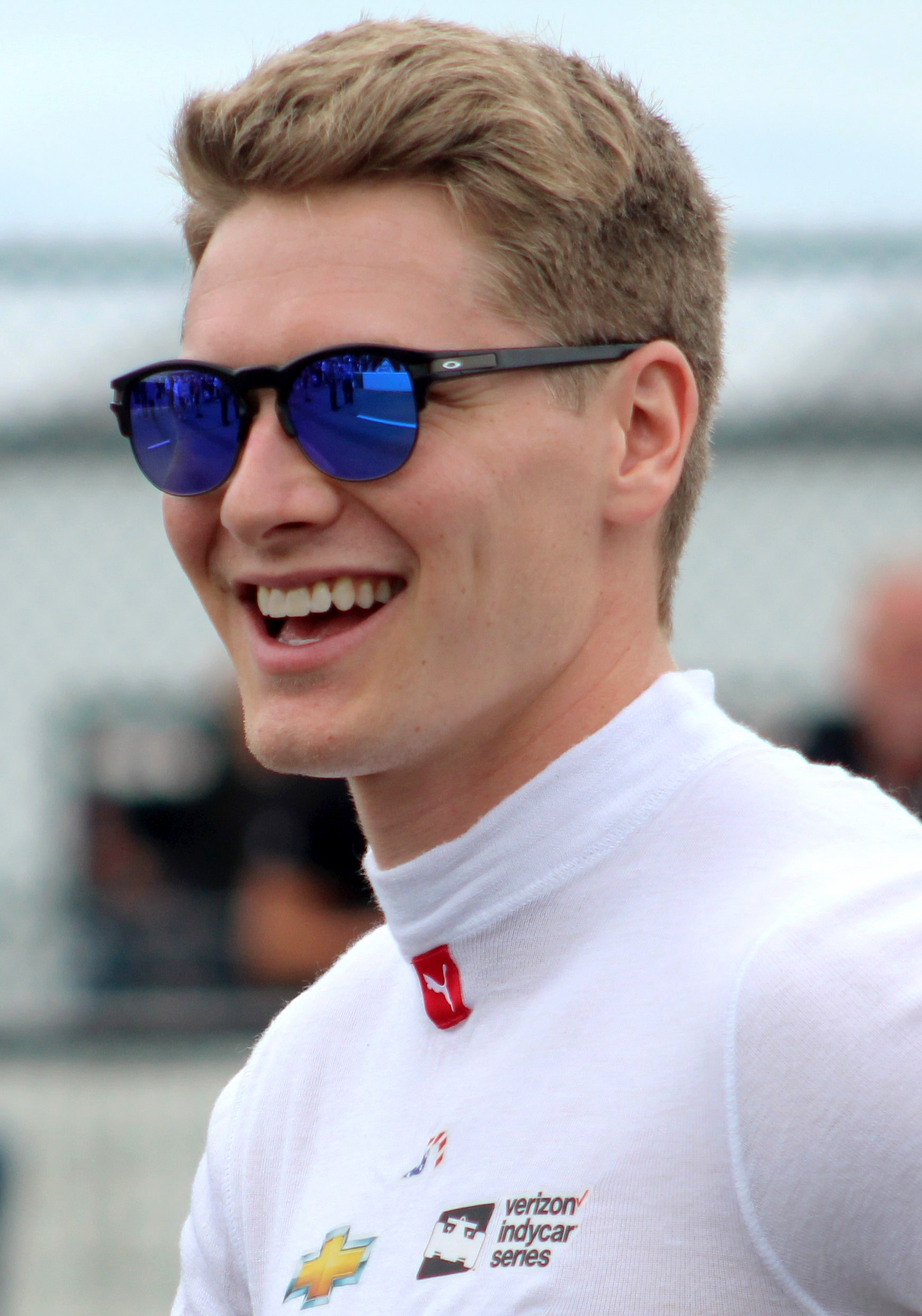
Josef Newgarden 2018

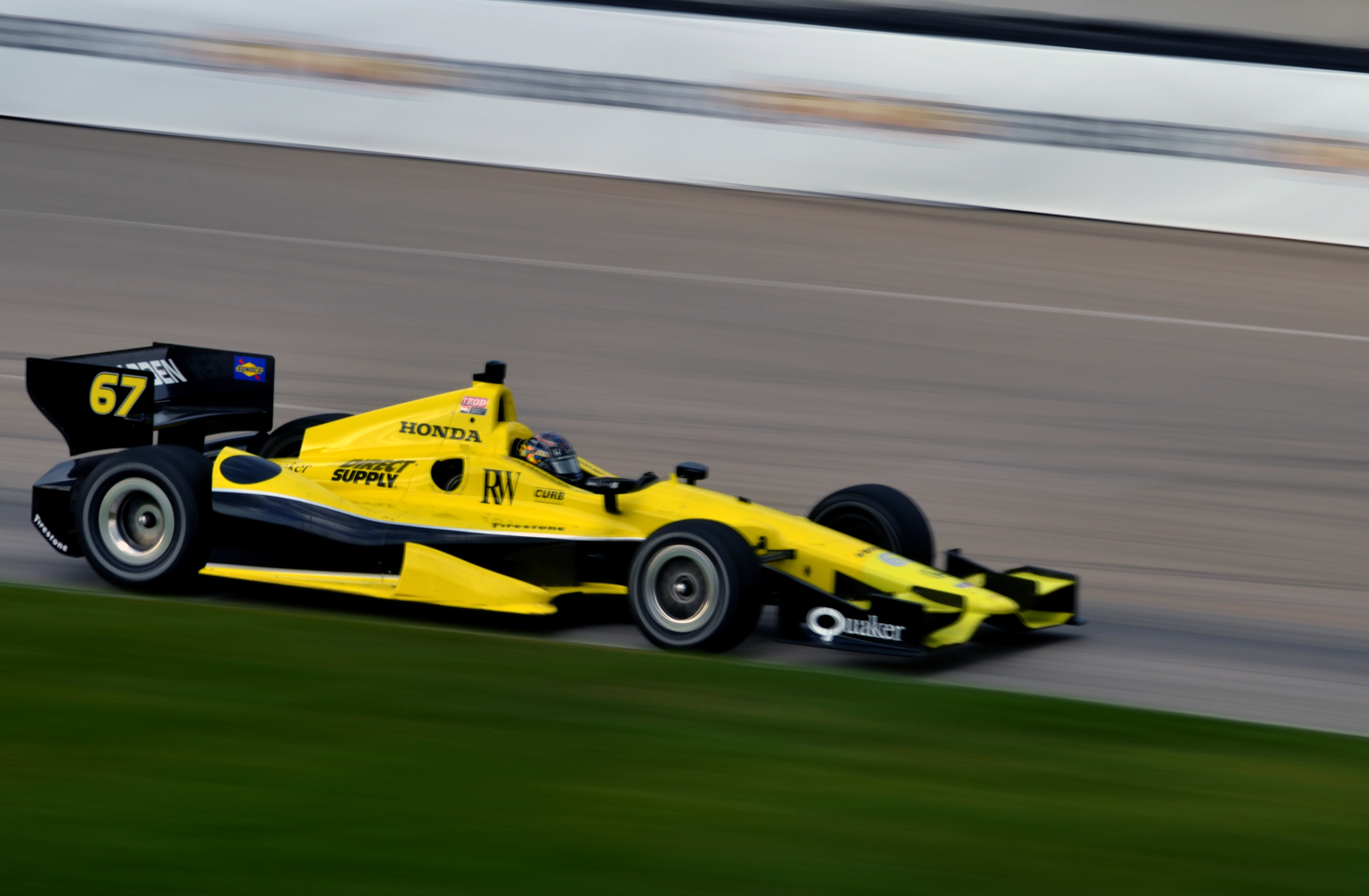
Newgarden in Detroit 2012

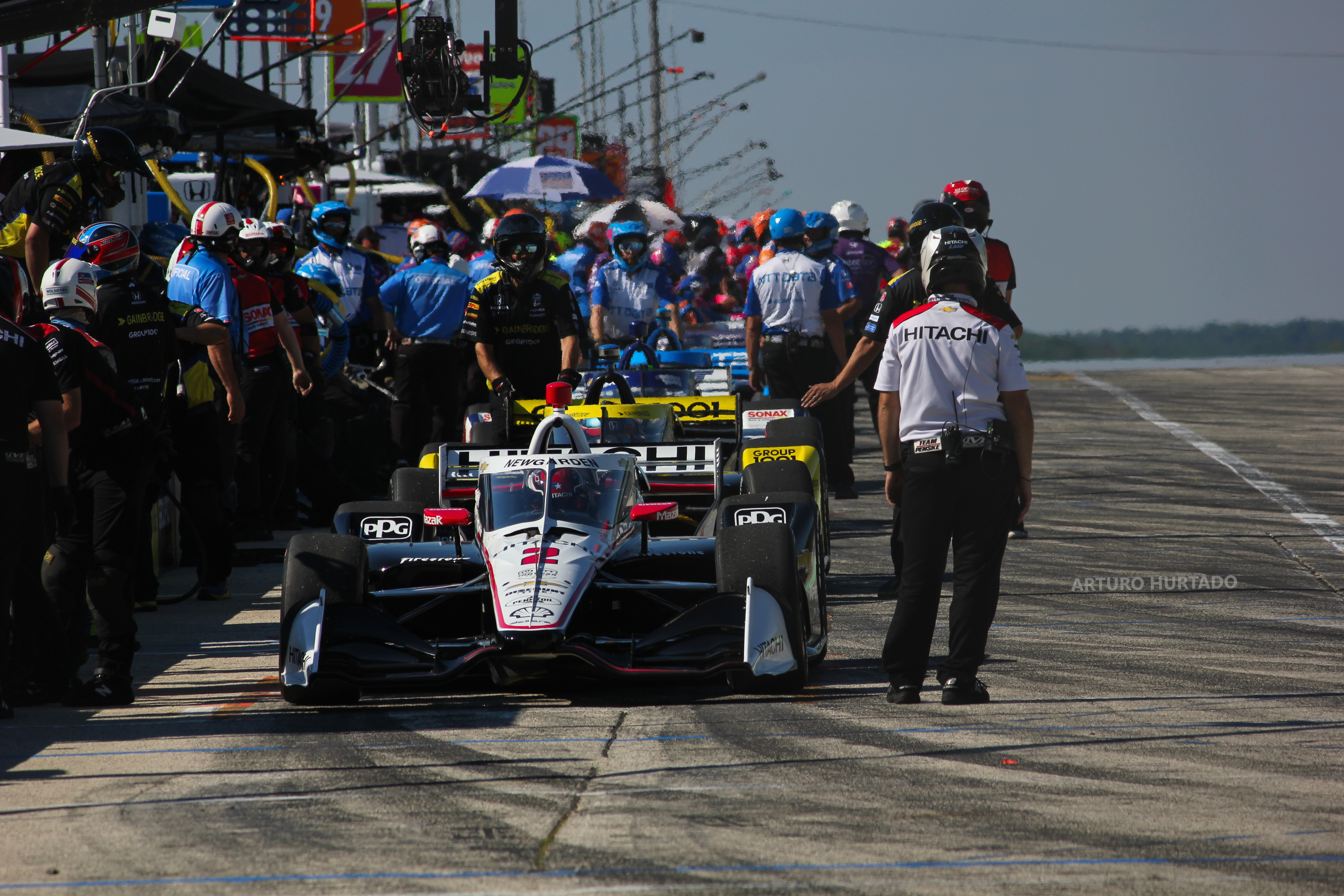
2021 kurz vor dem Start der Qualifikation zum Rennen in Elkhart Lake

Josef Newgarden (* 22. Dezember 1990 in Hendersonville, Tennessee) ist ein US-amerikanischer Automobilrennfahrer. Er wurde 2011 Meister der Indy Lights. Seit 2012 startet er in der IndyCar Series, in der er 2017 und 2019 den Meistertitel gewann.

## Karriere

### Anfänge im Motorsport
Newgarden begann seine Motorsportkarriere im Alter von 13 Jahren im Kartsport und war bis 2006 hauptsächlich in dieser Sportart aktiv. Unter anderem gewann er 2005 und 2006 die TAG-Junioren-Weltmeisterschaft. Auch nach seinem Wechsel in den Formelsport trat er bis 2009 zu einigen Kartrennen an.
In der Saison 2006/2007 gab Newgarden sein Formelsport-Debüt in der Skip Barber Southern Regional Series und gewann mit drei Siegen auf Anhieb den Vizemeistertitel dieser Serie. Anschließend startete er in der Saison 2007 in der nationalen Skip Barber-Serie und klassifizierte sich mit zwei Siegen auf den sechsten Gesamtrang. 2008 startete Newgarden zu Rennen in diversen Rennserien. Sein Hauptaugenmerk legte er erneut auf die nationale Skip Barber, in der er mit drei Siegen den Vizemeistertitel hinter Conor Daly gewann.
2009 verließ Newgarden Nordamerika und wechselte nach Europa in die britische Formel Ford. Zwar gewann er mit neun Siegen die meisten Rennen, wurde jedoch am Saisonende von James Cole geschlagen und wurde ein weiteres Mal Gesamtzweiter. Außerdem startete er bei den ersten drei Rennen der Formel Palmer Audi und entschied zwei dieser Rennen für sich. 2010 startete Newgarden für Carlin in der neugegründeten GP3-Serie. Er erzielte nur bei drei Rennen Punkte und belegte am Saisonende den 18. Gesamtrang.
2011 kehrte Newgarden nach Nordamerika zurück und trat für Sam Schmidt Motorsports in der Indy Lights an. Er kam auf Anhieb in der Indy Lights zurecht und gewann den Saisonauftakt in St. Petersburg. Besonders beeindruckend war sein Sieg in Loudon, wo Newgarden alle anderen Fahrer überrundet hatte. Mit insgesamt fünf Siegen entschied Newgarden die Meisterschaft ein Rennen vor Saisonende vorzeitig für sich. Mit 553 zu 459 hatte er fast 100 Punkte Vorsprung auf den Zweitplatzierten, seinen Teamkollegen Esteban Guerrieri.

### IndyCar Series

#### 2012 bis 2016
Ab 2012 debütierte Newgarden für Sarah Fisher Hartman Racing in der IndyCar Series. Er erhielt einen Dreijahresvertrag bei dem Rennstall. Sein Debütrennen in St. Petersburg beendete er auf dem elften Platz. In Long Beach startete Newgarden vom zweiten Platz, schied aber bereits in der ersten Runde aus. Beim folgenden Rennen in São Paulo erzielte er die schnellste Rennrunde. Im Training zum nächsten Rennen, dem Indianapolis 500, erzielte er mehrere Bestzeiten und qualifizierte sich als bester Honda-Pilot auf dem siebten Platz. Das Ziel erreichte er nicht. Beim Honda Indy Toronto lag Newgarden sechs Runden vor dem Ende auf der vierten Position. Eine Kollision mit Simon Pagenaud führte aber dazu, dass er bis auf den 13. Platz zurückfiel. Bei einem Unfall in Sonoma zog sich Newgarden eine Handverletzung zu und pausierte beim folgenden Rennen. Mit einem elften Platz als bestem Resultat schloss er die Saison auf dem 23. Rang ab. 2013 erzielte Newgarden im zweiten Saisonrennen in Birmingham mit einem neunten Platz seine erste Top-10-Platzierung. Zwei Rennen später in São Paulo wurde er Fünfter. Dieses Ergebnis wiederholte er in Long Pond und Houston. In Baltimore stand er als Zweiter zum ersten Mal in seiner Karriere auf dem Podium. In der Gesamtwertung verbesserte er sich auf den 14. Gesamtrang. 2014 bestritt Newgarden seine dritte IndyCar-Saison für Sarah Fisher Hartman Racing. Beim Rennen in Newton gelang ihm mit einem zweiten Platz die einzige Podest-Platzierung der Saison. Die Meisterschaft beendete Newgarden auf dem 13. Platz im Gesamtklassement.
2015 trat Newgarden für CFH Racing, ein Rennstall, der aus der Fusion von Sarah Fisher Hartman Racing und Ed Carpenter Racing hervorgegangen war, in der IndyCar Series an. In Birmingham gewann er sein erstes IndyCar-Rennen. Es war zugleich der erste Sieg des neuen Rennstalls. Beim Honda Indy Toronto folgte ein weiterer Sieg und bei den Ovalrennen in Newton und Pocono erreichte er den zweiten Platz. In der Gesamtwertung verbesserte sich Newgarden auf den siebten Rang. In der IndyCar Series 2016 blieb Newgarden bei seinem Team. In der Winterpause stiegen mehrere Investoren aus dem Rennstall aus, sodass der Rennstall als Ed Carpenter Racing firmierte. Nach einem dritten Platz in Birmingham qualifizierte er sich für das Indianapolis 500 auf dem zweiten Platz. Das Rennen beendete er auf dem dritten Platz. Beim nächsten Ovalrennen, dem Firestone 600, verunglückte Newgarden schwer. Nach einem Fahrfehler von Daly schlug Newgarden zweimal in die Streckenbegrenzung ein. Zwar verließ er sein Auto aus eigener Kraft, er brach jedoch kurz darauf zusammen und wurde ins Krankenhaus eingeliefert. Newgarden brach sich das rechte Schlüsselbein und erlitt eine Fraktur der rechten Hand. Das Rennen wurde indes wegen Regens unterbrochen und erst zwei Monate später fortgesetzt. Zwei Wochen nach seinem Unfall kehrte Newgarden bereits in sein Fahrzeug zurück und wurde Achter in Elkhart Lake. Er fuhr dabei mit starken Schmerzen und 13 Schrauben in seiner Schulter. Beim darauf folgenden Rennen in Iowa zeigte Newgarden eine beeindruckende Leistung. Der Iowa Speedway war als Kurzoval eine der physisch anstrengendsten Strecken der Saison. Er dominierte das Rennen und führte 282 von 300 Runden. Stellenweise hatte er bis auf einen Fahrer alle anderen Kontrahenten überrundet. Sein Sieg bei dem Rennen erfolgte vier Wochen nach seinem schweren Unfall. Im weiteren Saisonverlauf erreichte Newgarden mit einem zweiten Platz in Watkins Glen noch einmal das Podium. Er beendete die Saison als bester Nicht-Penske-Fahrer auf dem vierten Gesamtrang. Obwohl sich Ed Carpenter Racing darum bemühte, weiter mit ihm zu arbeiten, gab Newgarden nach dem Saisonende bekannt, den Rennstall zu verlassen.

#### Team Penske (seit 2017)
Zur IndyCar Series 2017 wechselt Newgarden als Nachfolger von Juan Pablo Montoya zum Team Penske. Im dritten Rennen in Birmingham (Alabama) gewann er erstmals für Penske eine Rennen. Mit drei weiteren Siegen lag er vor dem letzten Saisonrennen drei Punkte vor Scott Dixon. Dort gewann er mit einem zweiten Platz die Meisterschaft. 2019 gewann er die Meisterschaft zum zweiten Mal. Er führte die Fahrerwertung bis auf nach dem Indy 500 nach allen Rennen an. Simon Pagenaud lag nach dem Indy 500 in Führung und Alexander Rossi lag nach dem elften der 17 Rennen vier Punkte hinter Newgarden. Den Titel gewann er mit 25 Punkten Vorsprung vor Pagenaud. 2020 lag er nach acht der 14 Rennen 117 Punkte hinter dem Führenden Scott Dixon auf dem zweiten Platz (bei maximal 54 Punkten pro Rennen). In den verbleibenden Rennen verkürzte er den Rückstand kontinuierlich. Nach einem Sieg im letzten Rennen in St. Petersburg lag er noch 16 Punkte hinter Dixon, der sich mit einem dritten Platz den Titel vor Newgarden sicherte. Wie Dixon gewann Newgarden vier Rennen.
Die 2021 begann denkbar schlecht für Newgarden. Er schied mit einem selbstverschuldeten Dreher in der ersten Runde des ersten Rennens aus. Mehrere Fahrzeuge kollidierten dabei miteinander. Nach sieben Rennen hatte noch keiner der Penske-Fahrer ein Rennen gewonnen. Im achten Rennen in Detroit startete er von der Pole-Position. Bis zur 67. der 70 Runden lag er immer in Führung, bevor er wegen nachlassender Reifen überholt wurde. Beim folgende Rennen in Elkhart Lake startete er ebenfalls von der Pole-Position und lag bei einem Neustart nach 53 der 55 Runden in Führung. Wegen Getriebeproblemen konnte er die letzten beiden Runden nur in langsamen Tempo fahren und kam als 21. ins Ziel. Im nächsten Rennen in Lexington gewann er schließlich. Auch hier startete er von der Pole-Position und führte die meisten Runden. In Madison gewann er ein weiteres Rennen. Im letzten Rennen rückte er noch auf den zweiten Platz der Fahrerwertung vor. Zum ersten Mal in seiner Karriere gewann Newgarden im Jahr 2023 das Indianapolis-500-Rennen. 2024 konnte er diesen Triumph wiederholen.

### Sportwagenrennen
Im Januar 2024 gewann er zusammen mit Matt Campbell, Felipe Nasr und Dane Cameron auf einem Porsche 963 das 24-Stunden-Rennen von Daytona.

## Statistik

### Karrierestationen
- 2004–2009: Kartsport
- 2007: Skip Barber Southern Regional Series (Platz 2)
- 2007: Skip Barber National Championship (Platz 6)
- 2008: Skip Barber National Championship (Platz 2)
- 2008: Skip Barber Mid Western Regional Series (Platz 35)
- 2008: Skip Barber Eastern Regional Series
- 2009: Britische Formel Ford (Platz 2)
- 2009: Formel Palmer Audi (Platz 18)
- 2010: GP3-Serie (Platz 18)
- 2011: Indy Lights (Meister)
- 2012: IndyCar Series (Platz 23)
- 2013: IndyCar Series (Platz 14)
- 2014: IndyCar Series (Platz 13)
- 2015: IndyCar Series (Platz 7)
- 2016: IndyCar Series (Platz 4)
- 2017: IndyCar Series (Meister)
- 2018: IndyCar Series (Platz 5)
- 2019: IndyCar Series (Meister)
- 2020: IndyCar Series (Platz 2)
- 2021: IndyCar Series (Platz 2)
- 2022: IndyCar Series (Platz 2)
- 2023: IndyCar Series (Platz 5)
- 2023: IndyCar Series (Platz 8)
- 2024: IndyCar Series (Platz 8)

### Einzelergebnisse in der GP3-Serie
| Jahr | Team   | 1   | 2   | 3   | 4   | 5   | 6   | 7   | 8   | 9   | 10  | 11  | 12  | 13  | 14  | 15  | 16  | Punkte | Rang |
| ---- | ------ | --- | --- | --- | --- | --- | --- | --- | --- | --- | --- | --- | --- | --- | --- | --- | --- | ------ | ---- |
| 2010 | Carlin | ESP | ESP | TUR | TUR | ESP | ESP | GBR | GBR | GER | GER | HUN | HUN | BEL | BEL | ITA | ITA | 8      | 18.  |
| 2010 | Carlin | DNF | 16  | 10  | 23  | DNF | 26  | 16  | 10  | 18  | 19  | 7   | DNF | DNF | 21  | 7   | 5   | 8      | 18.  |

### Einzelergebnisse in der IndyCar Series
| Jahr | Team                        | 1   | 2   | 3   | 4   | 5     | 6    | 7    | 8   | 9   | 10   | 11   | 12   | 13  | 14  | 15   | 16   | 17  | 18  | 19  | Punkte | Rang |
| ---- | --------------------------- | --- | --- | --- | --- | ----- | ---- | ---- | --- | --- | ---- | ---- | ---- | --- | --- | ---- | ---- | --- | --- | --- | ------ | ---- |
| 2012 | Sarah Fisher Hartman Racing | STP | ALA | LBH | SAO | INDY  | DET  | TXS  | MIL | IOW | TOR  | EDM  | MDO  | SNM | BAL | FON  |      |     |     |     | 200    | 23.  |
| 2012 | Sarah Fisher Hartman Racing | 11  | 17  | 26  | 23  | 257   | 15   | 13   | 25  | 19  | 13   | 17   | 12   | 23  | INJ | 16   |      |     |     |     | 200    | 23.  |
| 2013 | Sarah Fisher Hartman Racing | STP | ALA | LBH | SAO | INDY  | DET  | DET  | TXS | MIL | IOW  | POC  | TOR  | TOR | MDO | SNM  | BAL  | HOU | HOU | FON | 348    | 14.  |
| 2013 | Sarah Fisher Hartman Racing | 23  | 9   | 13  | 5   | 2825  | 7    | 16   | 8   | 11  | 15   | 5    | 23   | 11  | 23  | 24   | 2    | 5   | 13  | 20  | 348    | 14.  |
| 2014 | Sarah Fisher Hartman Racing | STP | LBH | ALA | IMS | INDY  | DET  | DET  | TXS | HOU | HOU  | POC  | IOW  | TOR | TOR | MDO  | MIL  | SNM | FON |     | 406    | 13.  |
| 2014 | Sarah Fisher Hartman Racing | 9   | 19L | 8   | 17  | 308,8 | 20   | 17   | 11  | 20  | 20   | 8L   | 2    | 20  | 13L | 12L  | 5    | 6L  | 10  |     | 406    | 13.  |
| 2015 | CFH Racing                  | STP | NOL | LBH | ALA | IMS   | INDY | DET  | DET | TXS | TOR  | FON  | MIL  | IOW | MDO | POC  | SNM  |     |     |     | 431    | 7.   |
| 2015 | CFH Racing                  | 12  | 9   | 7   | 1*  | 20    | 9    | 8    | 21  | 21  | 1*   | 21   | 5L   | 2*  | 13L | 2*   | 21   |     |     |     | 431    | 7.   |
| 2016 | Ed Carpenter Racing         | STP | PHO | LBH | ALA | IMS   | INDY | DET  | DET | ROA | IOW  | TOR  | MDO  | POC | TXS | WGL  | SNM  |     |     |     | 502    | 4.   |
| 2016 | Ed Carpenter Racing         | 22  | 6   | 10  | 3   | 21    | 3L2  | 14   | 4   | 8   | 1*   | 22   | 10   | 4L  | 22L | 2    | 6    |     |     |     | 502    | 4.   |
| 2017 | Team Penske                 | STP | LBH | ALA | PHO | IMS   | INDY | DET  | DET | TXS | ROA  | IOW  | TOR  | MDO | POC | STL  | WGL  | SNM |     |     | 642    | 1.   |
| 2017 | Team Penske                 | 8   | 3   | 1L  | 9L  | 11    | 1922 | 4    | 2L  | 13L | 2L   | 6L   | 1*   | 1*  | 2L  | 1*   | 18L  | 2L  |     |     | 642    | 1.   |
| 2018 | Team Penske                 | STP | PHO | LBH | ALA | IMS   | INDY | DET  | DET | TXS | ROA  | IOW  | TOR  | MDO | POC | STL  | POR  | SNM |     |     | 560    | 5.   |
| 2018 | Team Penske                 | 7   | 1L  | 7L  | 1*  | 11L   | 8L4  | 9    | 15  | 13L | 1*   | 4*   | 9L   | 4   | 5   | 7    | 10L  | 8L  |     |     | 560    | 5.   |
| 2019 | Team Penske                 | STP | COA | ALA | LBH | IMS   | INDY | DET  | DET | TXS | ROA  | TOR  | IOW  | MDO | POC | STL  | POR  | LAG |     |     | 641    | 1.   |
| 2019 | Team Penske                 | 1*  | 2   | 4   | 2L  | 15L   | 4L8  | 1*   | 19L | 1L  | 3    | 4    | 1*   | 14L | 5L  | 7L   | 5    | 8   |     |     | 641    | 1.   |
| 2020 | Team Penske                 | TXS | IMS | ROA | ROA | IOW   | IOW  | INDY | STL | STL | MDO  | MDO  | IMS  | IMS | STP |      |      |     |     |     | 521    | 2.   |
| 2020 | Team Penske                 | 3L  | 7L  | 14* | 9   | 5L    | 1*   | 513  | 12  | 1L  | 2    | 8    | 1*   | 4   | 1L  |      |      |     |     |     | 521    | 2.   |
| 2021 | Team Penske                 | ALA | STP | TXS | TXS | IMS   | INDY | DET  | DET | ROA | MDO  | NSH  | IMS  | STL | POR | LAG  | LBH  |     |     |     | 511    | 2.   |
| 2021 | Team Penske                 | 23  | 2   | 6   | 2L  | 4     | 1221 | 10   | 2*  | 21* | 1*   | 10   | 8L   | 1*  | 5   | 7    | 2L   |     |     |     | 511    | 2.   |
| 2022 | Team Penske                 | STP | TXS | LBH | ALA | IMS   | INDY | DET  | ROA | MDO | TOR  | IOW1 | IOW2 | IMS | NSH | GAT  | POR  | LAG |     |     | 544    | 2.   |
| 2022 | Team Penske                 | 16  | 1L  | 1L* | 14L | 25    | 13   | 4L   | 1L* | 7   | 10   | 1L*  | 24L* | 5   | 6L  | 1L   | 8    | 2L  |     |     | 544    | 2.   |
| 2023 | Team Penske                 | STP | TXS | LBH | ALA | IMS   | INDY | DET  | ROA | MDO | TOR  | IOW1 | IOW2 | NSH | IMS | GAT  | POR  | LAG |     |     | 479    | 5.   |
| 2023 | Team Penske                 | 17  | 1L* | 9L  | 15L | 7     | 1L   | 10L  | 2   | 12  | 5    | 1L*  | 1L*  | 4   | 25  | 25L  | 5    | 21  |     |     | 479    | 5.   |
| 2024 | Team Penske                 | STP | LBH | ALA | IMS | INDY  | DET  | ROA  | LAG | MDO | IOW1 | IOW2 | TOR  | GAT | POR | MIL1 | MIL2 | NSH |     |     | 401    | 8.   |
| 2024 | Team Penske                 | 26  | 4L  | 16  | 17  | 13L   | 26L  | 2L   | 19L | 25  | 3    | 7    | 11   | 1L  | 3L  | 26   | 27L  | 3L  |     |     | 401    | 8.   |
| 2025 | Team Penske                 | STP | TTC | LBH | ALA | IMS   | INDY | DET  | GAT | ROA | MDO  | IOW1 | IOW2 | TOR | LAG | POR  | MIL1 | NSH |     |     | 232    | 15.  |
| 2025 | Team Penske                 | 3L  | 13  | 27  | 10  | 12    | 22   | 9    | 25L | 25  | 27   | 2L*  | 10L  | 24  | 11  |      |      |     |     |     | 232    | 15.  |

Legende